# Mars 1930

## Événements
- Création en Roumanie de la Garde de fer, organisation militaire de la Légion de l’Archange Michel, dirigée par Corneliu Codreanu, pour lutter contre le communisme.
- Premier vol du de Havilland DH.80A Puss Moth.

- 2 mars :
  - France : Tardieu président du Conseil (2).
  - Gandhi inaugure un grand mouvement de désobéissance civile et de boycott des produits britanniques. Il réclame la suppression de l’impôt sur le sel et la fin du monopole gouvernemental sur sa vente.

- 4 mars, France : de terribles inondations saccagent le Languedoc et le Sud-Ouest, causant la mort de 700 personnes. Douze départements submergés par les eaux sont sinistrés. Moissac est en partie rasée, Montauban et Agen partiellement détruites.

- 11 mars, Allemagne : le Reichstag adopte le plan Young.

- 12 mars : début de la Marche du sel, organisée par le Mahatma Gandhi, action de désobéissance civile de masse exemplaire, dirigée contre le pouvoir britannique en Inde, qui s'avèrera une étape décisive sur la voie de l'indépendance du sous-continent. Par ce geste symbolique, il viole le monopole d'État (gabelle) sur sa distribution. Ce mouvement va avoir un immense retentissement.

- 23 mars : Grand Prix automobile de Tripoli.

- 25 mars : le paquebot allemand Europa remporte le Ruban bleu qui récompense la meilleure vitesse moyenne réalisée dans l’Atlantique Nord.

- 27 mars :
  - France : approbation du plan Young par la Chambre.
  - Démission du gouvernement social-démocrate Hermann Müller. Le régime parlementaire entre dans une période de turbulences.

- 28 mars : en Turquie, la ville de Constantinople prend le nom d'Istanbul et la ville d'Angora prend le nom d'Ankara.

- 30 mars, Allemagne : gouvernement Heinrich Brüning (fin en octobre 1931, puis octobre 1931-mai 1932), sans majorité stable.

- 31 mars :
  - Rapport de la commission Shaw chargée d’étudier les causes des affrontements entre Juifs et Arabes en Palestine mandataire. Il insiste sur les causes profondes : l’émigration juive a dépassé  les capacités d’absorption du pays, les personnes expulsés des terres achetées par les sionistes ne trouvent plus de terres de rechange en raison de la pression démographique et constituent une catégorie de gens sans terres, revendicatifs et porteurs de futures violences. Le rapport propose une intensification des cultures, mais celle-ci est déjà partout à l’œuvre. La commission insiste sur l’absence de droits politiques des Arabes, qui ont refusé de former un conseil législatif en 1922. Elle préconise de reconsidérer la politique britannique en limitant l’immigration, en adoptant une nouvelle politique foncière et en favorisant un nouveau projet constitutionnel associant les Arabes[1].
  - Plus de trois millions de chômeurs en Allemagne.

## Naissances
- 2 mars : Sergueï Kovalev, personnalité politique russe, militant pour la défense des droits de l'homme († 9 août 2021).
- 3 mars : 
  - Keiiti Aki, sismologue japonais.
  - Ion Iliescu, homme d'État roumain († 5 août 2025).
- 5 mars : 
  - Guy Gaucher, évêque catholique français, évêque auxiliaire émérite de Bayeux et Lisieux.
  - John Ashley, arbitre officiel de la Ligue nationale de hockey canadienne.
- 8 mars : Ernst Tugendhat, philosophe allemand († 13 mars 2023).
- 9 mars : Stephen Fumio Hamao, cardinal japonais de la curie romaine († 8 novembre 2007).
- 12 mars : Stanislas Bober, coureur cycliste français († 8 juillet 1975).
  - Serge Marquand, acteur et producteur de cinéma français († 4 septembre 2004).
- 13 mars : Blue Mitchell, trompettiste de jazz américain († 21 mai 1979).
- 14 mars : Bernard Paul, cinéaste français († 5 décembre 1980).
- 15 mars : Shadi Abdessalam, cinéaste égyptien († 8 octobre 1986).
- 16 mars : Tommy Flanagan, pianiste et jazzman américain († 16 novembre 2001).
- 17 mars : James Irwin, astronaute américain († 8 août 1991).
- 18 mars : Adam Joseph Maida, cardinal américain, archevêque émérite de Détroit.
- 19 mars : Alex Métayer, humoriste français († 21 février 2004).
- 20 mars : Thomas Stafford Williams, cardinal néo-zélandais, archevêque émérite de Wellington († 22 décembre 2023).
- 21 mars : Harrison White, sociologue américain († 18 mai).
- 22 mars : Pat Robertson, télévangéliste américain († 8 juin 2023).
- 24 mars : Steve McQueen, acteur américain († 7 novembre 1980).
- 26 mars : Sandra Day O'Connor, juge américaine à la Cour suprême des États-Unis d'Amérique († 1er décembre 2023).
- 28 mars : Heo Geun-uk, auteure sud-coréenne († 25 mars 2017).
- 29 mars : Anerood Jugnauth, homme politique mauricien († 3 juin 2021).
- 30 mars : 
  - Gérard Gasiorowski, photographe et peintre français († 19 août 1986).
  - Philippe Kpodzro, prélat catholique togolais († 9 janvier 2024).
- 31 mars : Julián Herranz Casado, cardinal espagnol, président émérite du conseil pour les textes législatifs.

## Décès
- 8 mars : William Howard Taft, Président des États-Unis.
- 12 mars : 
  - Alois Jirásek, écrivain tchèque (° 23 août 1851).
  - William George Barker, aviateur canadien.
- 24 mars : Eugeen van Mieghem, peintre belge (° 1er octobre 1875).
- 28 mars : Kanzō Uchimura, écrivain et religieux japonais (º 26 mars 1861).